# Medeshamstede

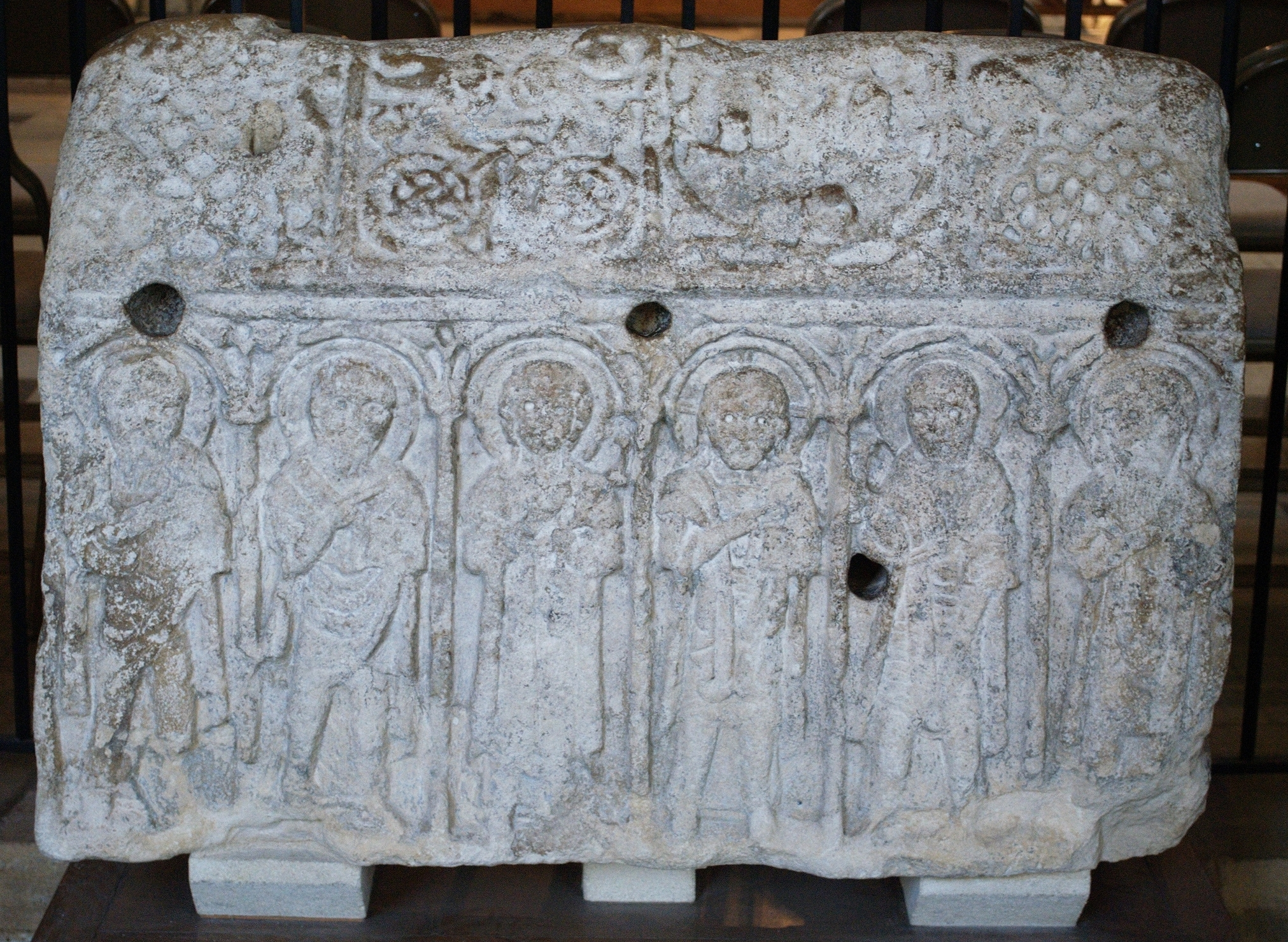
La « Pierre de Hedda », un bas-relief de l'époque de Medeshamstede.

Medeshamstede est un site monastique anglo-saxon qui correspond à l'actuelle Peterborough, dans le Cambridgeshire.

## Histoire
L'abbaye de Medeshamstede est fondée vers le milieu du VIIe siècle par un certain Seaxwulf, qui devient par la suite évêque des Merciens, avec le soutien du roi mercien Peada et de son homologue northumbrien Oswiu. Elle se situe sur le territoire des Gyrwas, un peuple rattaché aux Angles du Milieu. Le monastère semble avoir joué un rôle important dans la christianisation de la Mercie en étant à l'origine de la fondation de plusieurs abbayes-filles comme Breedon on the Hill et Brixworth, mais la tradition locale qui rapporte cette idée est sujette à caution.
Comme d'autres monastères anglais, Medeshamstede est détruit par les Vikings vers 870. Un siècle plus tard, vers 970, il est refondé sous l'impulsion de l'évêque Æthelwold de Winchester, dans le cadre de la réforme bénédictine anglaise. Medeshamstede prend alors le nom de Peterborough, l'abbaye étant dédiée à saint Pierre. Le premier évêque du nouveau monastère, Ealdwulf, devient par la suite archevêque d'York.
Au moment de la conquête normande de l'Angleterre, l'abbaye de Peterborough est le onzième plus riche monastère d'Angleterre. Il possède une riche bibliothèque et un scriptorium d'où provient l'une des copies subsistantes de la Chronique anglo-saxonne, la Chronique de Peterborough. L'abbaye est dissoute en 1541 et l'ancienne abbatiale devient la cathédrale de la ville.